# Metropolitana di Napoli

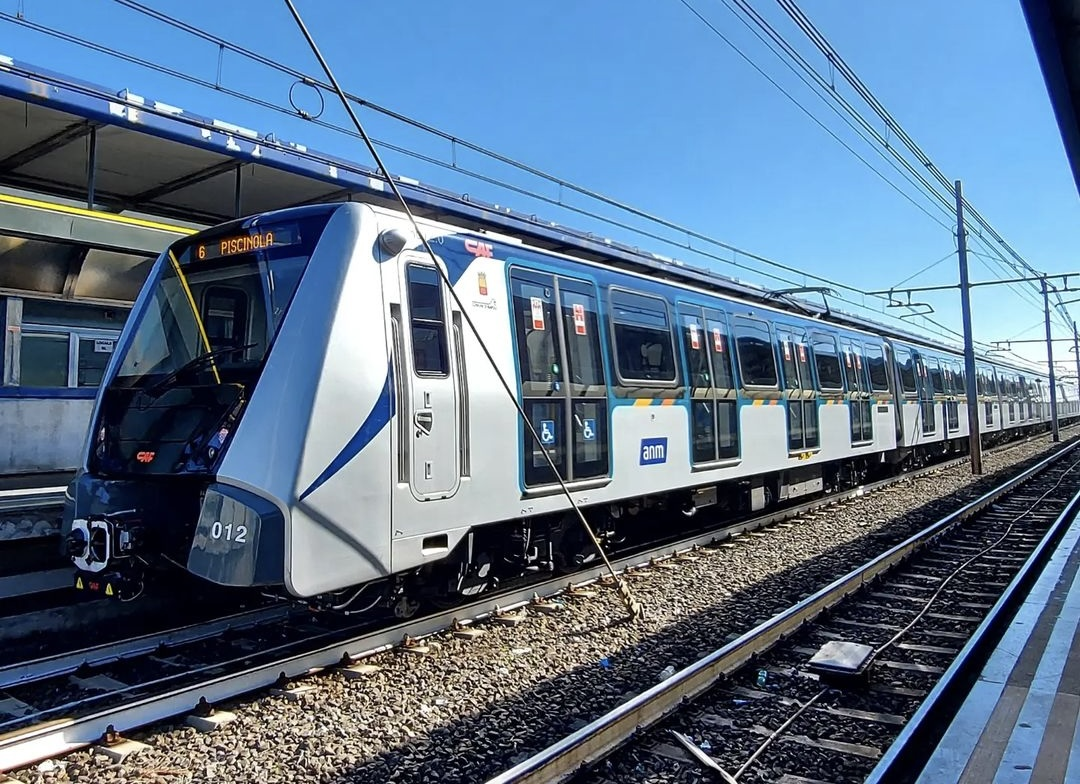
Station Piscinola-Scampia, Linie 1

Metropolitana di Napoli ist der Name der U-Bahn in der italienischen Stadt Neapel.
Das U-Bahn-System besteht aus drei Linien, die als Linie 1, Linie 6 und Linie 11 bezeichnet werden. Die anderen Nummern sind für die S-Bahn-ähnlichen Vorortbahnen reserviert, die ebenfalls eine wichtige Rolle für die städtische Mobilität spielen.
Um die Attraktivität der U-Bahn zu steigern, wurden einige Bahnhöfe von international berühmten Künstlern und Architekten mit modernen Kunstwerken versehen oder als Kunstwerke gestaltet.

## Linie 1
Die Bauarbeiten der Linie 1 (auch als Metropolitana collinare, etwa Hügel-U-Bahn, bezeichnet) begannen 1986. Der erste Abschnitt (3,8 km zwischen Vanvitelli und Colli Aminei) ging am 28. März 1993 in Betrieb.
Im Juli 1995 wurde die Strecke von Colli Aminei bis Piscinola erweitert.
Im April 2001 folgte die Strecke Vanvitelli – Museo. Die Station Museo wurde dabei durch einen Fußgängertunnel mit dem Bahnhof Piazza Cavour der Linie 2 verbunden.
Am 27. März 2002 erfolgte die Verlängerung bis zum Bahnhof Dante im Stadtkern. Außerdem wurde im Juli 2003 die Zwischenstation Materdei eingeweiht.
Am 26. März 2011 wurde der Abschnitt von Dante bis Università in Betrieb genommen. Er wurde seitdem bis zur Eröffnung der Verlängerung bis zum Bahnhof Garibaldi im Pendelverkehr betrieben. Am 17. September 2012 wurde die Zwischenstation Toledo auf diesem Abschnitt in Betrieb genommen.
Der voraussichtliche Termin der Eröffnung der Verlängerung wurde mehrmals verschoben. Statt 2009 wurde die Verlängerung von Università bis Garibaldi mit dem Übergang zum Hauptbahnhof Neapels der italienischen Staatsbahn am 2. Dezember 2013 feierlich eröffnet. Der fahrplanmäßige Betrieb auf diesem Abschnitt begann schließlich am 31. Dezember 2013. Durch die Inbetriebnahme dieser Verlängerung kann der Abschnitt Dante–Università zweigleisig betrieben werden. Mit der Eröffnung dieses Abschnitts wurden allerdings die Zwischenbahnhöfe Municipio (Rathaus) und Duomo noch nicht bedient. Am 2. Juni 2015 wurde im Bereich des Hafens der Bahnhof Municipio eröffnet, an dem zukünftig eine Umsteigemöglichkeit zur verlängerten Linie 6 bestehen wird. Der Bahnhof Duomo sollte im November 2019 provisorisch eröffnet werden, damit die EU-Gelder nicht verloren gehen, letztendlich sollte die Einweihung im März 2021 stattfinden, stattdessen erfolgte die Eröffnung im August 2021.
Der Abschnitt Piscinola – Di Vittorio ist in Bau, ebenso die Verlängerung von Garibaldi in Richtung Flughafen Neapel.

### Abschnitt Piscinola – Capodichino Di Vittorio
Der Bau der Teilstrecke Piscinola – Capodichino Di Vittorio wurde begonnen. Der Abschnitt sollte ursprünglich 2014 fertiggestellt sein, aber die Bauarbeiten wurden 2009 wegen Finanzierungsproblemen eingestellt. Das Teilstück soll nicht nur von den Zügen der U-Bahn-Linie 1, sondern auch von denjenigen der Linea Arcobaleno benutzt werden. Letztere ist eine von der Ente Autonomo Volturno (EAV) betriebene U-Bahn-Linie, die von Piscinola Richtung Norden nach Aversa führt.
Eine Verlängerung bis Capodichino Aeroporto beim Flughafen Neapel ist in Bau. Somit können in Zukunft die U-Bahn-Züge der Linie 1 die Verbindung in das Stadtzentrum herstellen, während die U-Bahn-Züge der Linea Arcobaleno nach Aversa fahren werden.
Nachdem sich die Region Kampanien über die EAV an den Baukosten der Strecke beteiligte, wurden die Bauarbeiten im April 2017 wieder aufgenommen. Der Abschnitt Piscinola – Di Vittorio soll bis 2024 fertig gestellt werden.

### Abschnitt Garibaldi – Capodichino Aeroporto
Der Untertagebau für diesen Abschnitt ist bis Poggioreale fertiggestellt, der Bau der weiteren Tunnel bis Capodichino Aeroporto, wo sich der Flughafen befindet, wurde 2018 ausgeschrieben. Der Bahnhof Centro direzionale ist seit 2014 in Bau und sollte 2022 fertig gestellt werden, die restlichen Stationen hätten bis 2024 folgen sollen. Damit wird die Linie 1 zur Ringlinie.
Der Bahnhof Centro Direzionale wurde am 1. April 2025 eröffnet.

### Künstlerische Ausgestaltung
Die Linie 1 wird auch als Metrò dell’Arte (Kunst-U-Bahn) bezeichnet. Die Bahnhöfe Garibaldi, Università, Municipio, Toledo, Dante, Museo, Materdei, Salvator Rosa, Quattrogiornate und Rione Alto wurden von internationalen renommierten Künstlern ausgestaltet und bilden somit eine kilometerlange, frei zugängliche Galerie moderner Kunst.
- Station Garibaldi: Architekt: Dominique Perrault, Künstler: Michelangelo Pistoletto
- Station Duomo: Architekten: Das Ehepaar Doriana und Massimiliano Fuksas[10]
- Station Università: Architekten: Karim Rashid, Alessandro Mendini[11]
- Station Municipio: Architekten: Álvaro Siza Vieira, Eduardo Souto de Moura
- Station Toledo: Architekt: Óscar Tusquets, Künstler: William Kentridge[12]
- Station Dante: Architektin: Gae Aulenti, Künstler: Jannis Kounellis, Joseph Kosuth, Nicola de Maria, Michelangelo Pistoletto, Carlo Alfano
- Station Museo: Architektin: Gae Aulenti, Künstler: Mimmo Jodice. Fundstücke der archäologischen Ausgrabungen beim Bau der Station Municipio sind im Eingangsbereich der Station Museo ausgestellt.
- Station Materdei: Architekt: Alessandro Mendini, Künstler: Sandro Chia, Ettore Spalletti, Luigi Ontani, Sol LeWitt, Robert Gligorov, u. a.
- Station Salvator Rosa: Architekt: Alessandro Mendini, Künstler: Mimmo Rotella, Mimmo Paladino, Anna Sargenti, Perino & Vele (Installation mit drei Fiat Nuova 500), u. a.
- Station Quattro Giornate: Architekt: Domenico Orlacchio, Künstler: Nino Longobardi, Betty Bee, Anna Sargenti, u. a.
- Station Rione Alto: Künstler: Katharina Sieverding, Giuseppe Zevola, u. a.

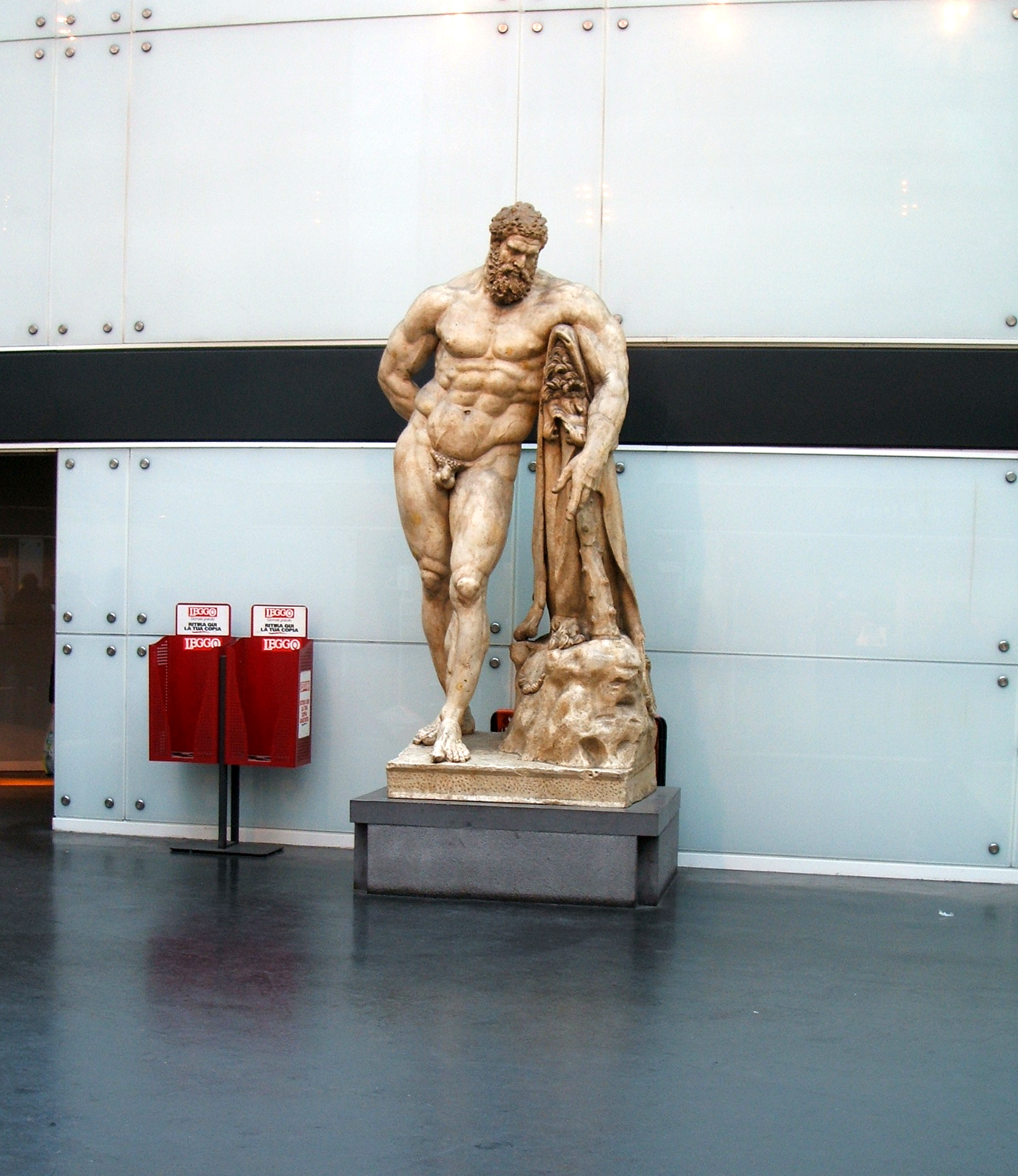
Station Museo, Farnesischer Herkules
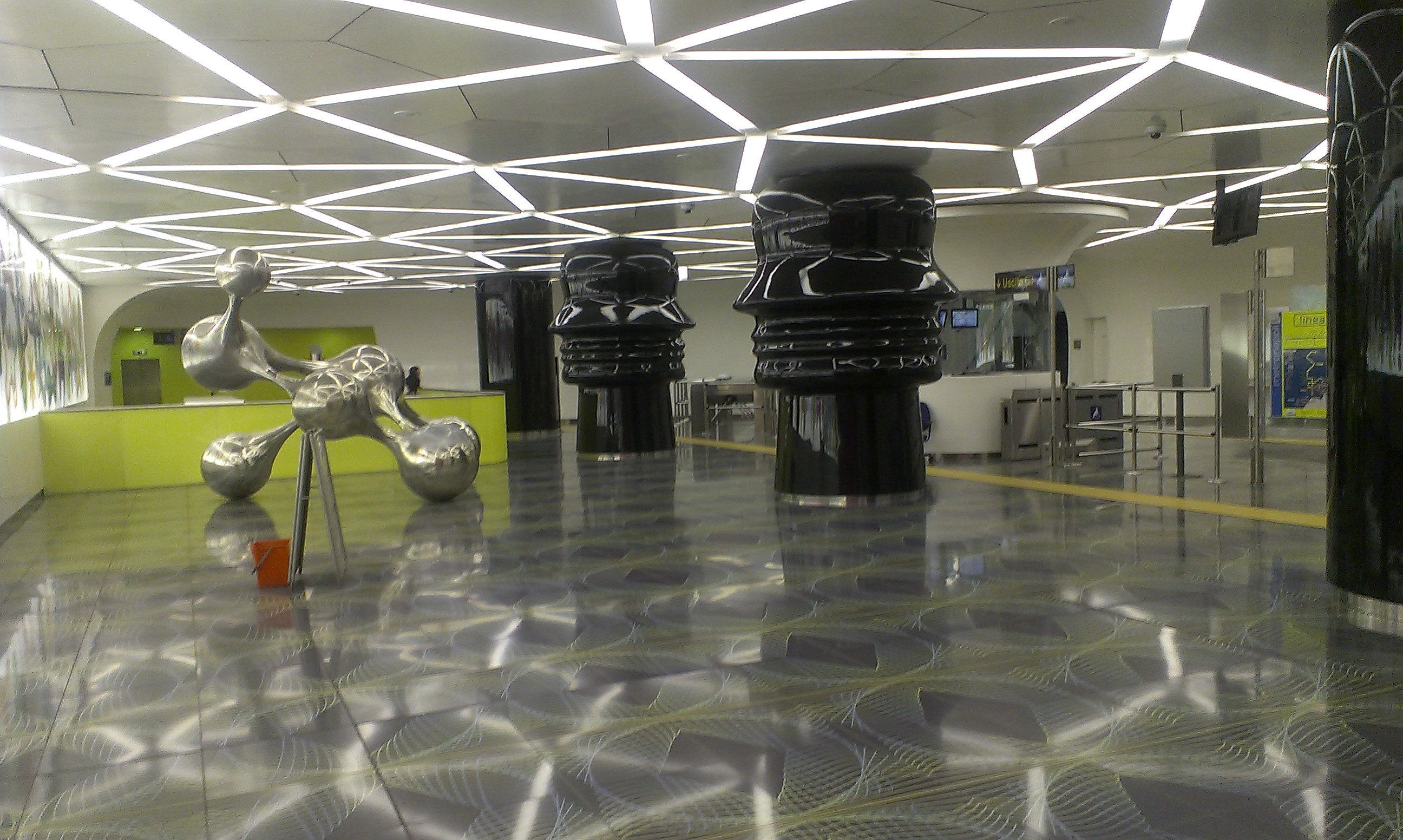
Station Università
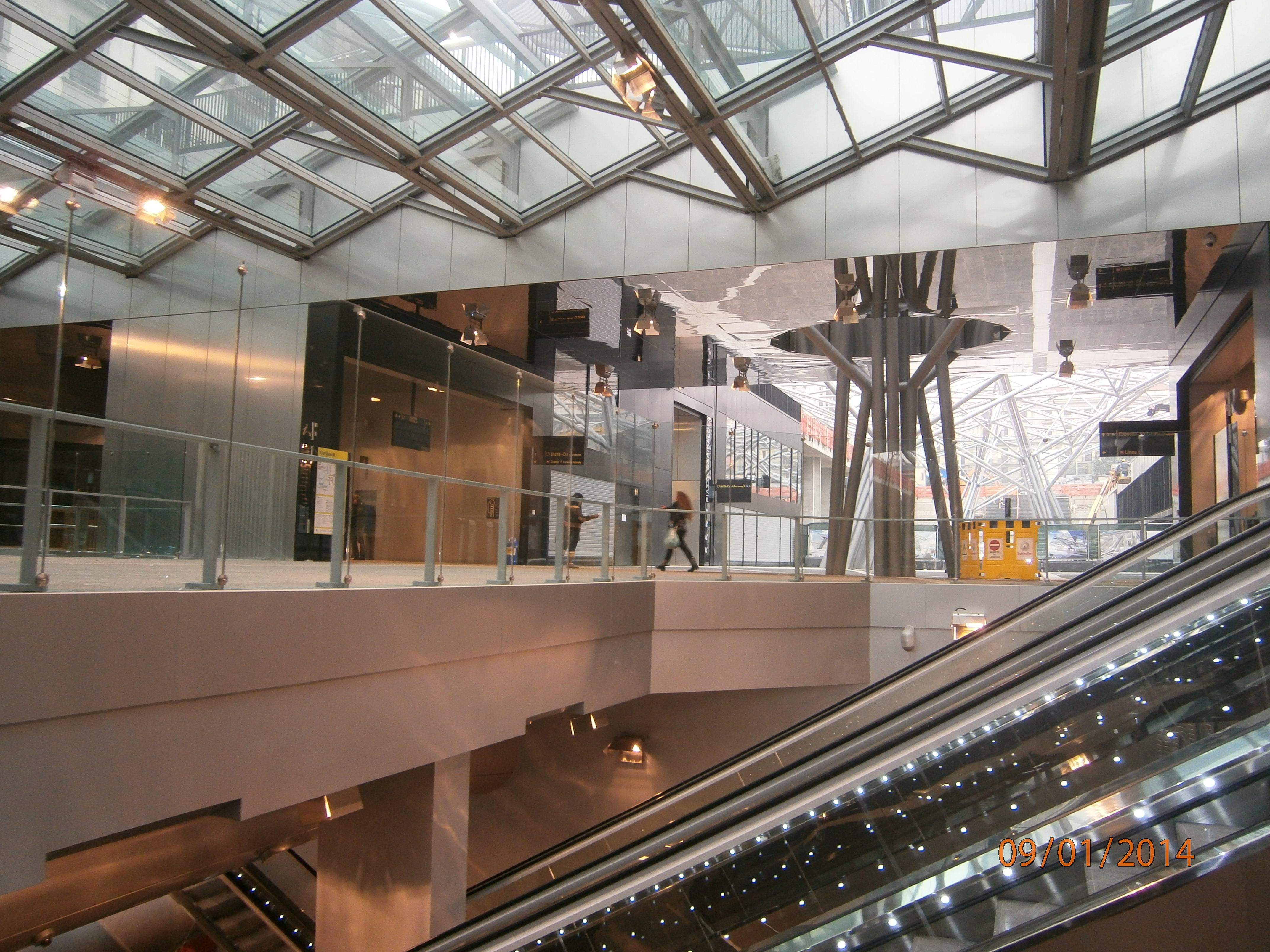
Station Garibaldi

## Linie 6

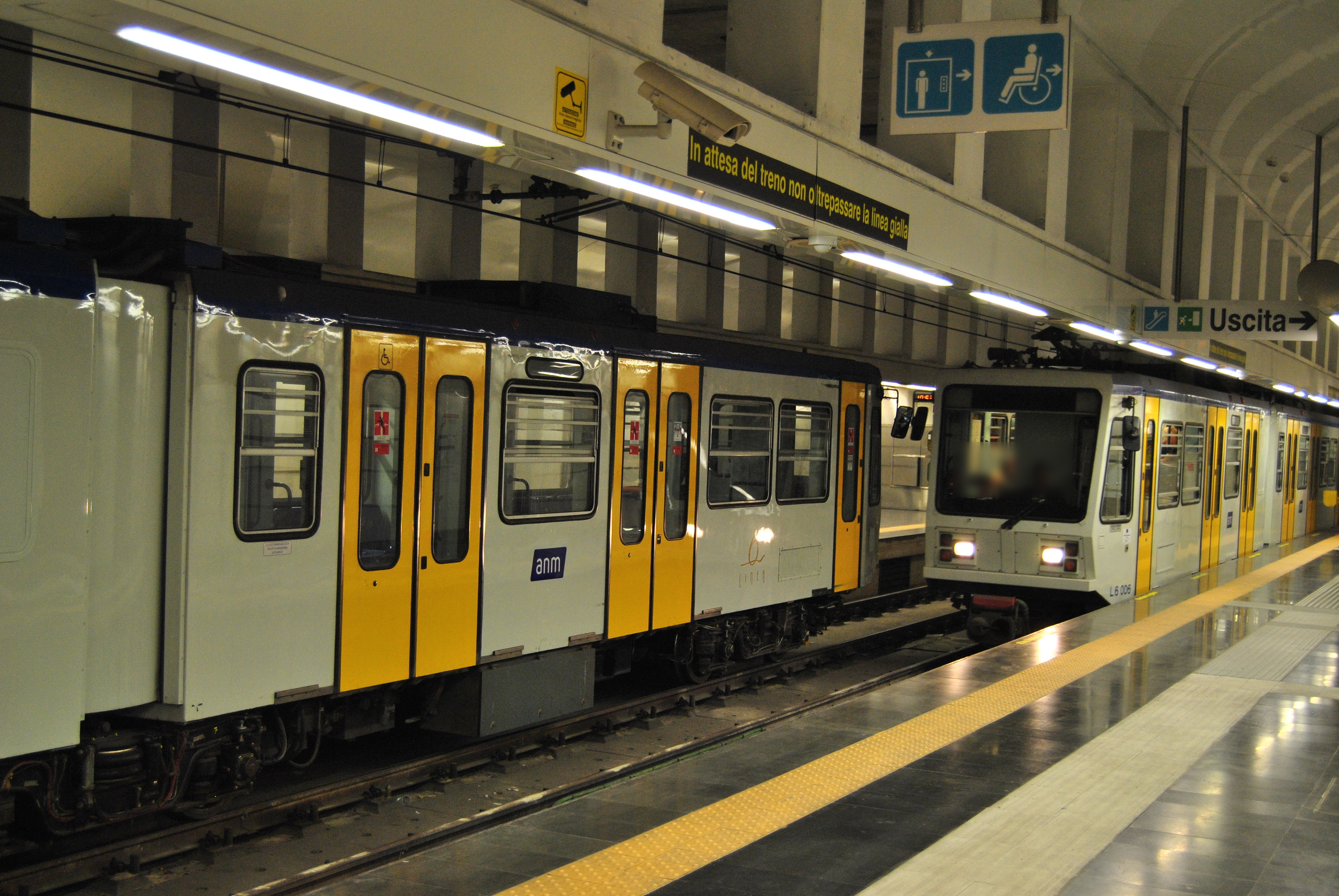
Stadtbahnwagen auf der Linie 6

Die Strecke der Linie 6 verläuft in Ost-West-Richtung vom Stadtteil Fuorigrotta bis zum Stadtzentrum (Piazza Municipio). Sie wurde als Stadtbahn mit Straßenabschnitten für die Fußball-Weltmeisterschaft 1990 geplant, jedoch entstand nur ein kurzer Tunnel-Abschnitt, der aus Geldmangel nie in Betrieb genommen wurde.
Nach mehreren Jahren wurde der Abschnitt als U-Bahn fertiggestellt und 2007 eröffnet. Der Charakter einer Stadtbahn blieb aber erhalten, denn die eingesetzten Züge sind nur 25 Meter lang. Sie wurden in einer provisorischen unterirdischen Werkstatt bei Mostra gewartet. Für größere Wartungsarbeiten musste die Abdeckung über der Werkstatt entfernt werden und die Züge aus der Werkstatt gehoben werden.
2011 wurde der Betrieb auf der isolierten Linie, die für den Stadtverkehr kaum von Bedeutung war, wieder eingestellt. Die Züge verkehrten nur montags bis freitags von 7:30 bis 14:30 Uhr im 16-Minuten-Takt.
Eine Erweiterung in die Innenstadt zum Knotenpunkt Municipio, wo ein Übergang zur Linie 1 besteht, wurde gebaut. Dieser Streckenabschnitt verläuft, anders als früher geplant, völlig im Tunnel. Die Bauarbeiten kamen aber immer wieder ins Stocken. So stürzte im März 2013 ein Teil des Palazzo Guevara di Bovino ein, was die Staatsanwaltschaft veranlasste, das Vorgehen des Generalunternehmers Ansaldo STS bei den Bauarbeiten genauer zu untersuchen. Im Jahr 2014 wurden beim Bau des Verbindungstunnels zwischen dem Bahnhof Municipio und dem Betriebshof in der Via Acton drei Schiffe aus der römischen Kaiserzeit entdeckt, was zu einer Unterbrechung der Bauarbeiten führte. Der Abschnitt Mostra – San Pasquale sollte ursprünglich im Januar 2019 wieder in Betrieb gehen, die Verlängerung bis Municipio im März 2020.
Mittelfristig sollen die 25-m-Züge durch solche mit 39 m Länge ersetzt werden, die 300 Personen fassen. Für die neuen Züge wird eine Werkstatt auf dem Gelände des ehemaligen Militärarsenals an der Via Campegna geplant, die mit einem Tunnel unter dem FS-Bahnhof Napoli Campi Flegrei hindurch mit der Strecke verbunden ist. Im Februar 2024 wurde bekanntgegeben, dass insgesamt 22 Züge von Hitachi Rail Italia mit einem Gesamtwert von 220 Mio. € bestellt wurden, die ab 2026 eingesetzt werden sollen.
Die komplette Linie wurde im Juli 2024 in Betrieb genommen.

## Weitere Linien
Die 1925 eröffnete Metropolitana FS, heute Teil des Servizio ferroviario metropolitano di Napoli, wird unter der Bezeichnung Linie 2 ebenfalls dem Metronetz Neapel zugerechnet. Die Linie 2 verläuft von Pozzuoli Solfatara im Westen durch die Innenstadt Neapels bis nach Napoli San Giovanni-Barra im Osten auf 19 km des Vorortbahnsystems, teilweise im Tunnel. Es bestehen Umsteigemöglichkeiten zu den Linien 1 und 6 sowie zu den S-Bahn-Linien Circumvesuviana, Circumflegrea und Cumana.
Von der Linie 1 zweigt in Piscinola in nördlicher Richtung nach Aversa die sogenannte Linea Arcobaleno oder Linie 11 ab. Der momentan etwas über zehn Kilometer lange Verlauf im Tunnel soll entlang der Linie 1 von Piscinola bis Di Vittorio (und schließlich bis zum Flughafen Capodichino) und im Norden von Aversa bis Santa Maria Capua Vetere verlängert werden, also auf insgesamt rund 30 km.

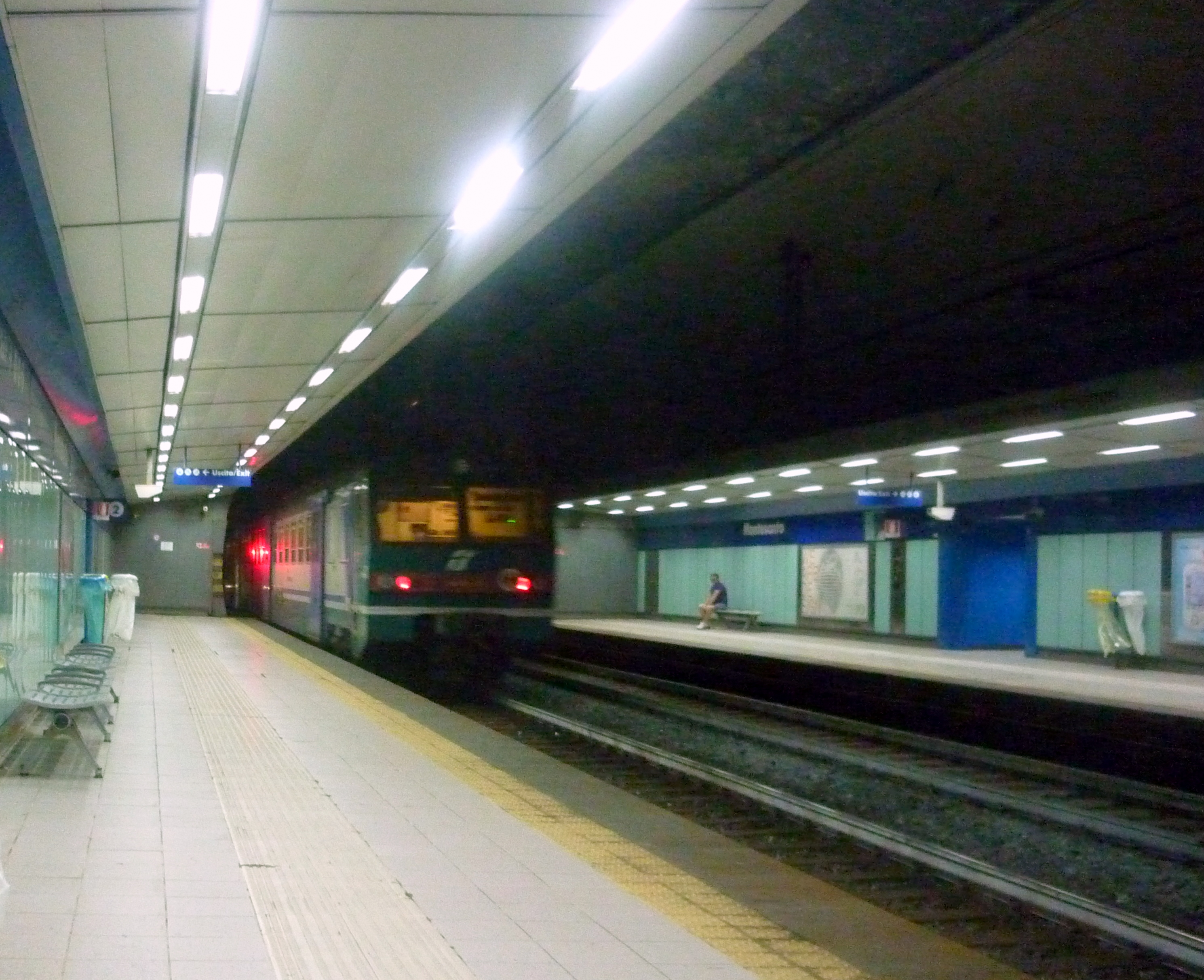
Station Montesanto, Linie 2
Verlauf der Linie 2
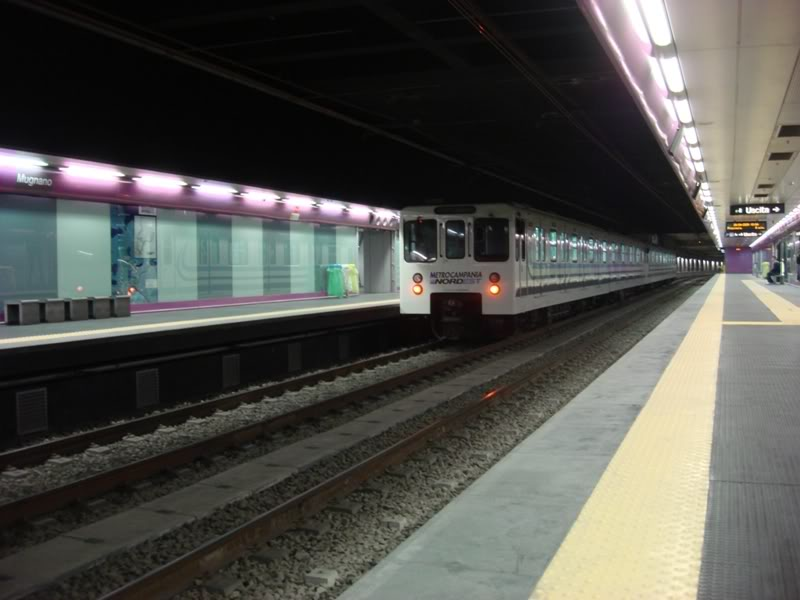
Station Mugnano der Linea Arcobaleno
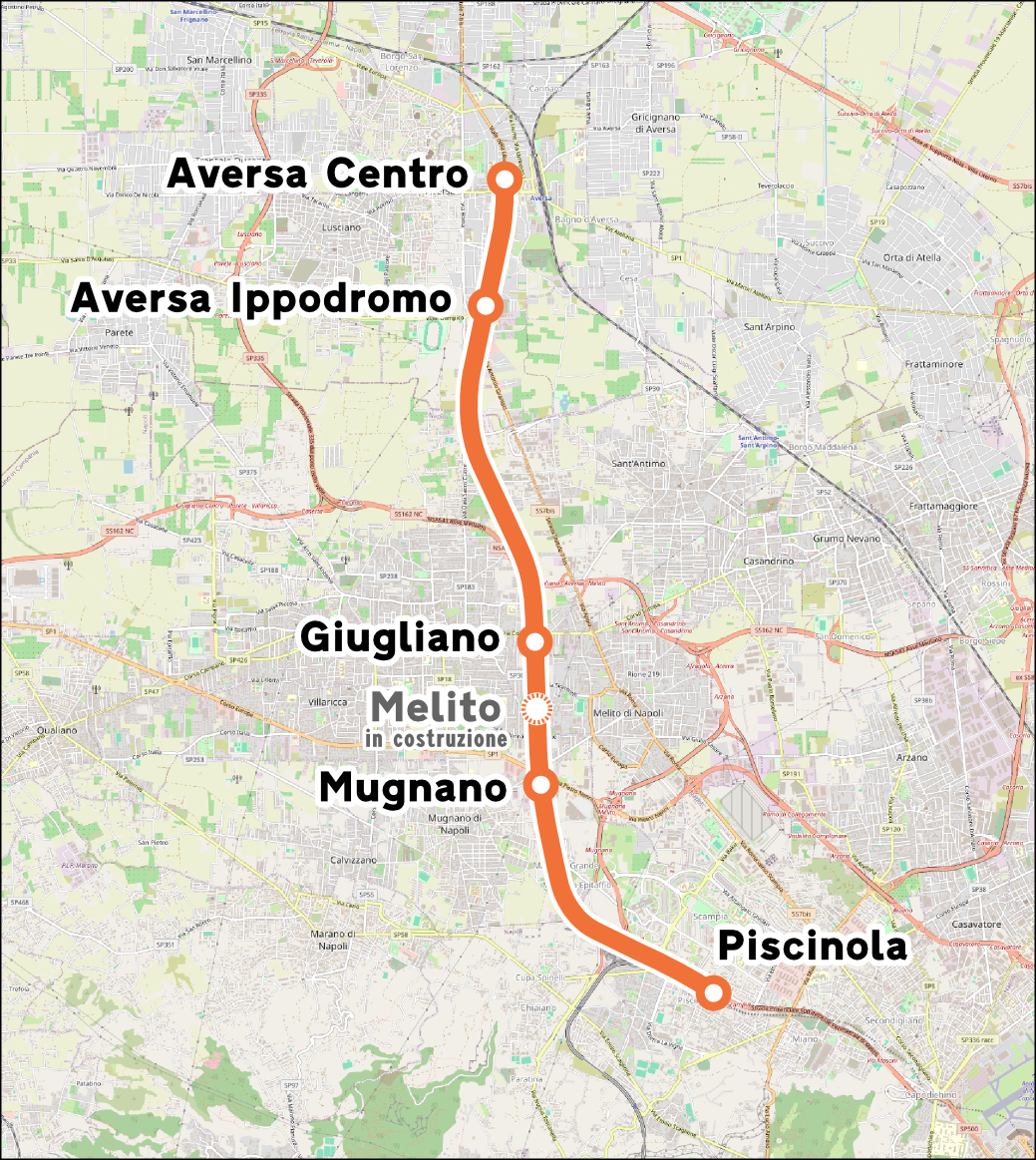
Aktueller Verlauf Linea Arcobaleno